# Protaetia porloyi
Protaetia porloyi är en skalbaggsart som beskrevs av Jakl 2010. Protaetia porloyi ingår i släktet Protaetia och familjen Cetoniidae. Inga underarter finns listade i Catalogue of Life.